# 제2함대 (대한민국)
제2함대(第二艦隊, 영어: Republic of Korea Navy 2nd Fleet)는 서해 해역을 경비 및 방위하는 대한민국 해군의 함대이다. 경기도 평택시에 위치한 평택 해군기지에 본부를 두고 있으며, 기함은DDH-972 을지문덕함이다.

## 역사
1950년 6월, LST 문산을 퇴각하여 목포경비부와 통합되었으나, 3개월 뒤에 실행된 인천 상륙작전으로 인천시를 수복하면서 9월에 복귀하였다.
1999년 11월, 인천 해군기지를 떠나 평택 해군기지로 함대 본부를 이전하였다.
2007년 3월 2일, 국방개혁 2020 야전부대 지휘체계 단순화 방침에 따라 제2전투전단이 해체되고 제2전투전단장은 제2함대 부사령관 직책으로 옮겨갔다.
2015년 1월 30일, 해군 제1, 2, 3함대 예하에 제1, 2, 3해상전투단이 창설되었다. 제11, 12, 13전대는 제1해상전투단에, 제21, 22, 23전대는 제2해상전투단에. 제31, 32, 33전대는 제3해상전투단에 배속 되며, 함대 부사령관이 해상전투단장으로 옮겨졌다.

## 편성

### 부대
- 제2해상전투단
  - 제21전대
  - 제22전대
  - 제23전대
- 제2군수전대
- 제2기지방호전대
- 제2기지지원전대
- 제2훈련전대
- 제208조기경보전대
- 제2항공지원대
- 군사경찰대대
- 인천해역방어사령부
  - 제27전대
  - 제5특전대대 (파견)
  - 제218조기경보대대

### 함정
- 광개토대왕급 구축함
  - DDH-972 을지문덕 - 함대 기함
- 인천급 호위함
  - FFG-811 인천
  - FFG-812 경기
  - FFG-816 충북
- 대구급 호위함
  - FFG-821 서울
- 울산급 호위함
  - FF-958 제주 - 2022년 12월 30일 퇴역
  - FF-961 청주
- 포항급 초계함
  - PCC-768 익산-2018년 12월 31일 퇴역.
  - PCC-773 부천-2020년 퇴역
  - PCC-779 영주
  - PCC-783 신성
  - PCC-785 공주
- 윤영하급 고속함
  - PKG-711 윤영하
  - PKG-712 한상국
  - PKG-713 조천형
  - PKG-715 황도현
  - PKG-716 서후원
  - PKG-717 박동혁
  - PKG-721 지덕칠
- 검독수리급 고속정
  - PKMR-211 참수리
  - PKMR-213 참수리
  - PKM-315 참수리
  - PKM-325 참수리
  - PKM-335 참수리

## 계보
- 1946년 4월 15일 - 남조선해안경비대 인천 해군기지
- 1949년 6월 - 인천경비부.
- 1973년 7월 - 제5해역사령부.
- 1986년 2월 1일 - 제2함대.

### 참전
- 한국 전쟁
- 제1연평해전
- 제2연평해전
- 대청해전

## 사진

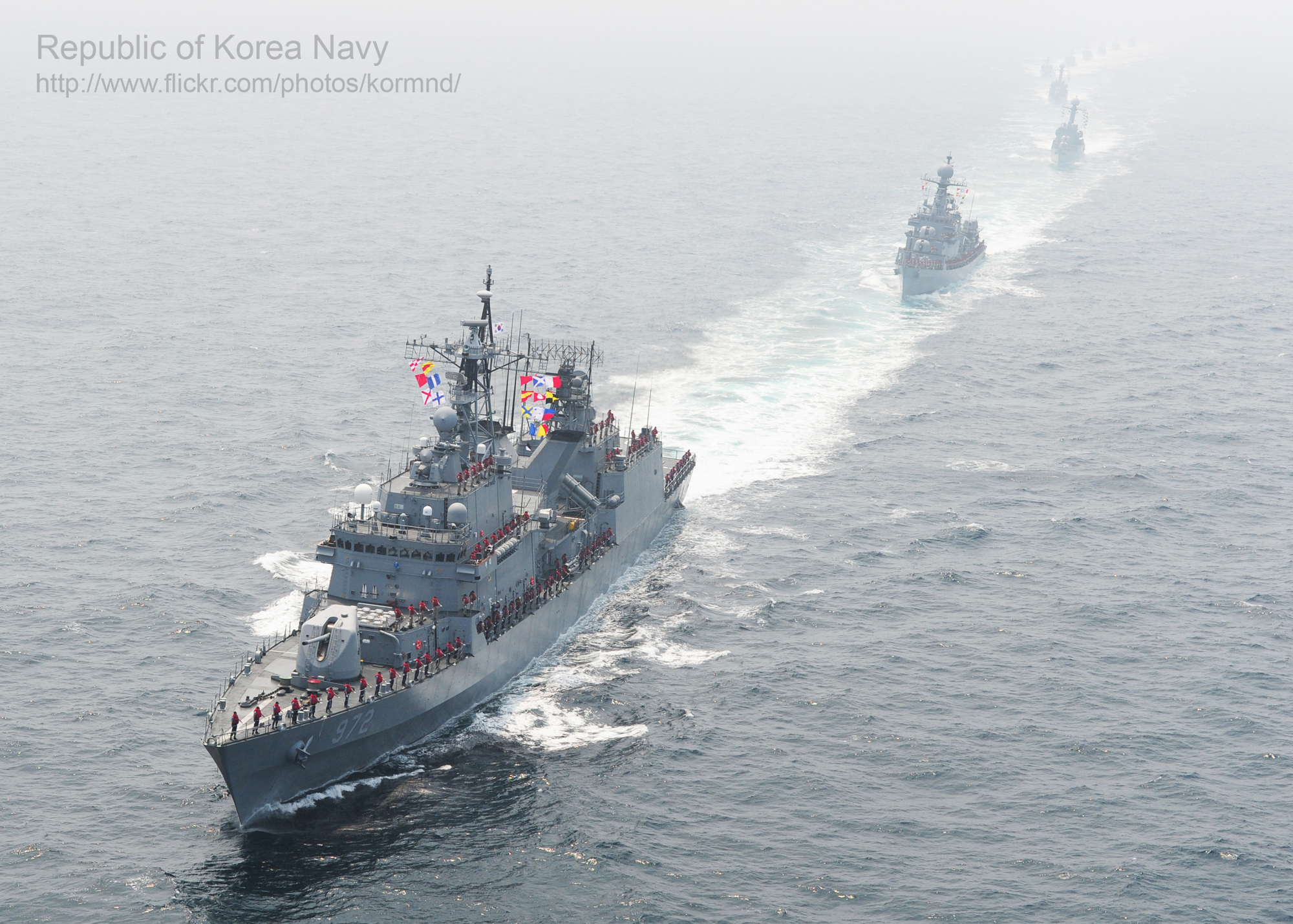
을지문덕함
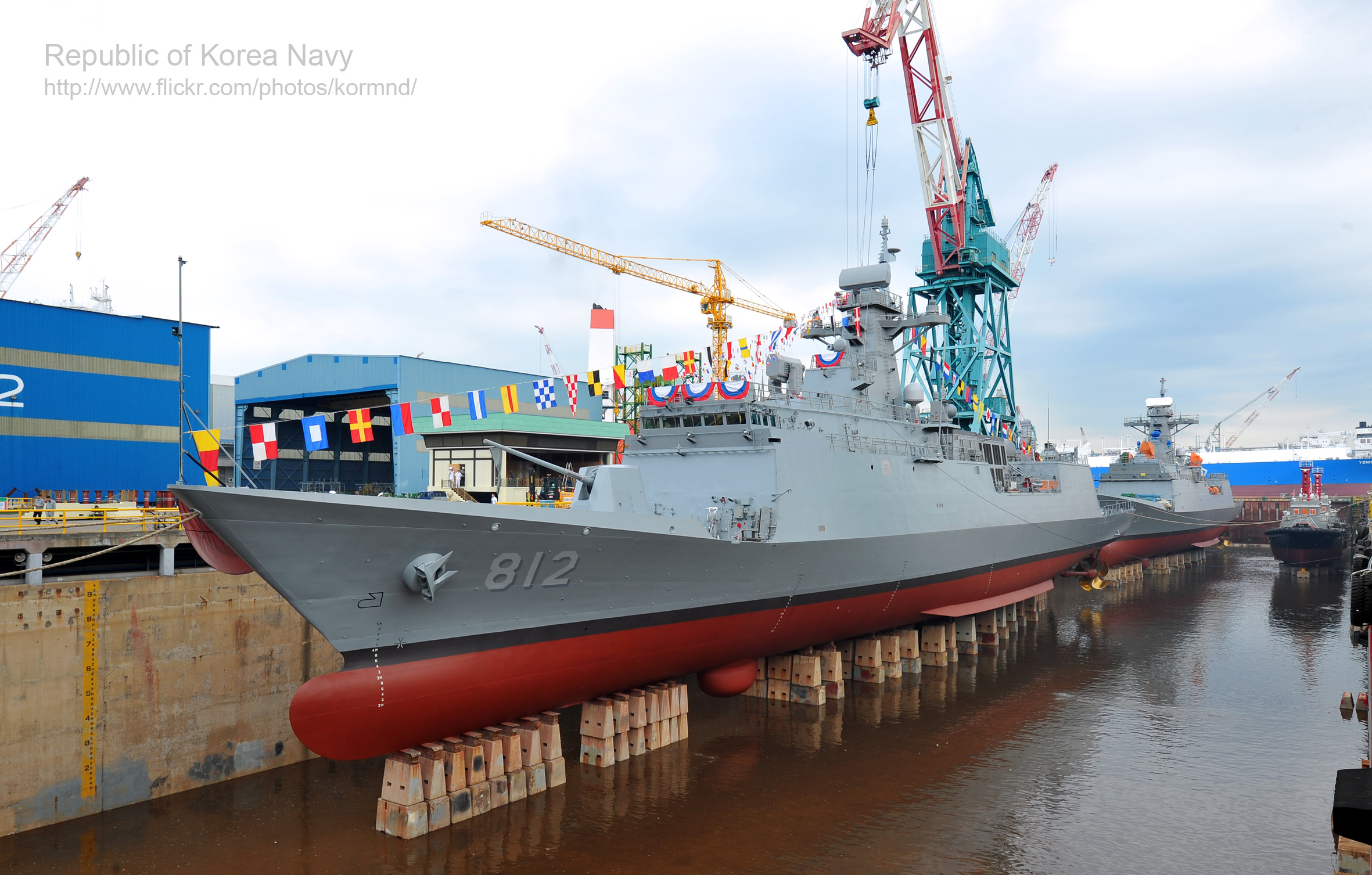
경기함
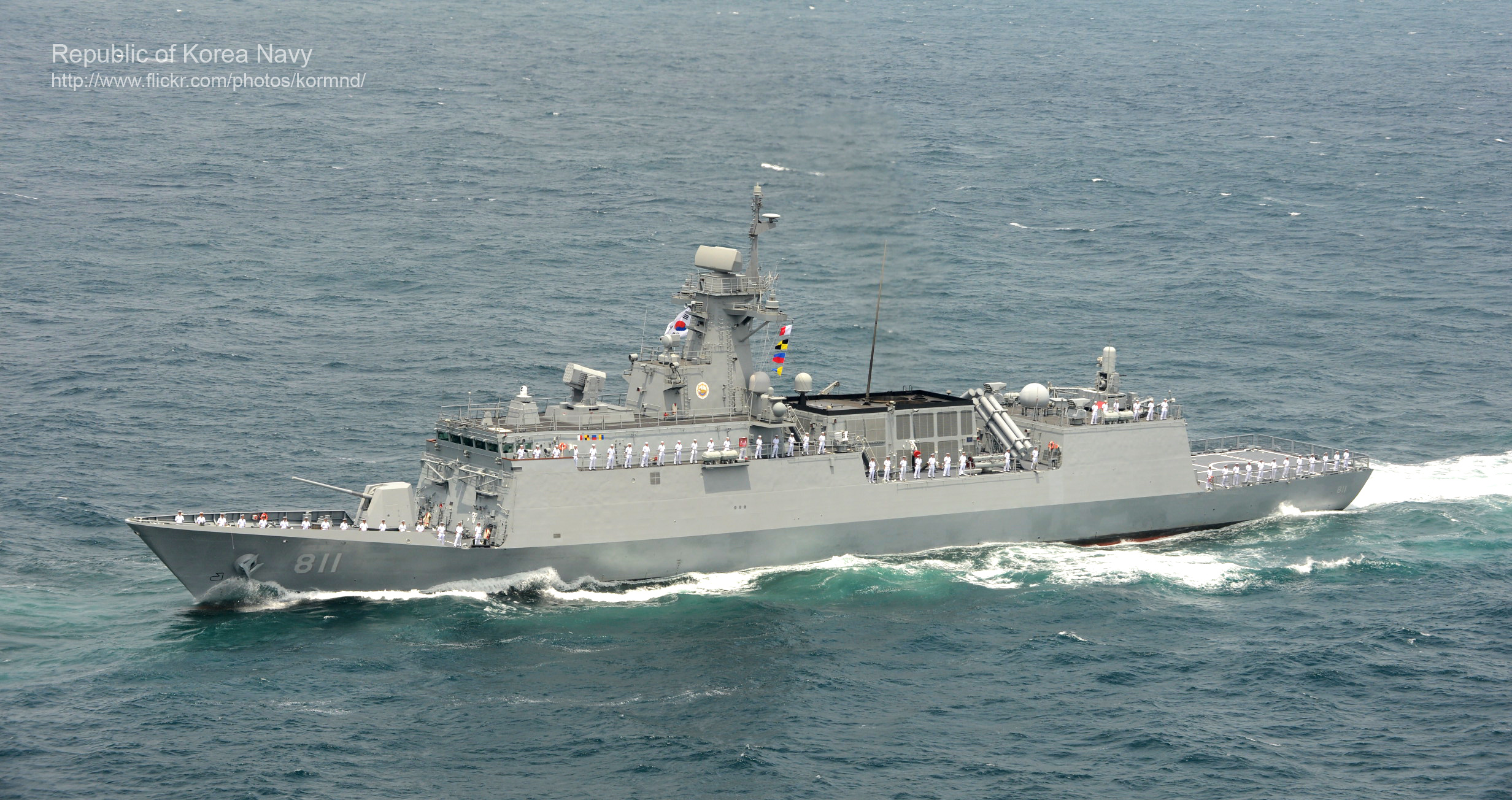
인천함

## 참고
1. ↑  박성진 (2007년 3월 7일). “해군 1·2전투전단 21년 만에 해체”. 한국경제신문. 2012년 3월 7일에 확인함.
2. ↑  구경근 (2015년 1월 31일). “해군, 함대사령부 예하 해상전투단 창설”. MBC 뉴스. 2015년 2월 2일에 확인함.

- “해군 제2함대사령부 주둔 기념탑”. 인천광역시청. 2016년 3월 4일에 원본 문서에서 보존된 문서. 2015년 10월 23일에 확인함.